# Томашувка (Ліпський повіт)
Томашувка (пол. Tomaszówka) — село в Польщі, у гміні Ліпсько Ліпського повіту Мазовецького воєводства.
Населення — 142 особи (2011).
У 1975-1998 роках село належало до Радомського воєводства.

## Демографія
Демографічна структура станом на 31 березня 2011 року:
|          | Загалом | Допрацездатний вік | Працездатний вік | Постпрацездатний вік |
| -------- | ------- | ------------------ | ---------------- | -------------------- |
| Чоловіки | 71      | 18                 | 49               | 4                    |
| Жінки    | 71      | 16                 | 34               | 21                   |
| Разом    | 142     | 34                 | 83               | 25                   |